# توماس آبل
توماس آبل (انگلیسی: Thomas Abel؛ زادهٔ ۱۳ مارس ۱۹۷۴) بازیکن سابق فوتبال اهل دانمارک است که برجسته‌ترین قهرمانی سوپر لیگ فوتبال دانمارک در سال ۲۰۰۰ را با باشگاه بولدکلوب هرفولگه به دست آورد.